# In a Nutshell
In a Nutshell är Pelle Carlbergs andra studioalbum som soloartist, utgivet 2007 av Labrador.

## Låtlista[1]
Alla låtar är skrivna av Pelle Carlberg.
1. "Pamplona"
2. "I Love You, You Imbecile"
3. "Crying All the Way to the Pawnshop"
4. "I Just Called to Say I Love You"
5. "Why Do Today What You Can Put Off Until Tomorrow?"
6. "Middleclass Kid"
7. "I Touched You at the Sound Check"
8. "Clever Girls Like Clever Boys Much More Than Clever Boys Like Clever Girls"
9. "Girls Wat to Bishnoi"
10. "Even a Broken Clock (Is Right Twice a Day)"
11. "Showercream and Onions"
12. "In a Nutshell"